# مورين أوتول
مورين أوتول (بالإنجليزية: Maureen O'Toole)‏ هي لاعبة كرة الماء أمريكية، ولدت في 24 مارس 1961 في لونغ بيتش في الولايات المتحدة.

## وصلات خارجية
- مورين أوتول على موقع الاتحاد الدولي للسباحة (الإنجليزية)
- مورين أوتول على موقع الاتحاد الدولي للسباحة (الإنجليزية)
- مورين أوتول على موقع الاتحاد الدولي للسباحة (الإنجليزية)
- مورين أوتول على موقع قاعة مشاهير السباحة الأمريكية (الإنجليزية)
- مورين أوتول على موقع اللجنة الأولمبية الدولية (الإنجليزية)
- مورين أوتول على موقع أوليمبيديا (الإنجليزية)